# Année sidérale
En astronomie, une année sidérale est une unité de temps correspondant à la durée nécessaire pour que le Soleil retrouve la même position par rapport aux étoiles fixes sur la sphère céleste, observée depuis le même lieu sur la Terre.
Il s'agit aussi de l'intervalle de temps pour que la Terre effectue une révolution complète sur son orbite dans un référentiel fixe.

## Valeur
Pour l'époque J2000.0, une année sidérale dure en moyenne 365,256363004 jours (soit 365 jours 6 h 9 min 9,767 6 s) ou 365,25636042 jours solaires moyens. L'année sidérale est 20 minutes et 24 secondes plus longue que l'année tropique moyenne.